# 郡和子
郡 和子（こおり かずこ、1957年（昭和32年）3月31日 - ）は、日本の政治家、元アナウンサー。仙台市長（第18・19・20代）。旧姓は高橋（たかはし）。
東北放送株式会社に入社し、報道制作局部長を務める。政治家としては衆議院議員（4期）、衆議院厚生労働委員会理事、衆議院消費者問題に関する特別委員会理事、内閣府大臣政務官、復興大臣政務官、民主党筆頭副幹事長などを歴任した。

## 来歴

### 生い立ち
宮城県名取郡秋保町（現・仙台市太白区）出身。仙台市立長町小学校を経て仙台市立長町中学校に入学。秋保町立秋保中学校（現在の仙台市立秋保中学校）に転校して卒業。宮城県第二女子高等学校（現在の宮城県仙台二華高等学校）を経て東北学院大学経済学部経済学科を卒業後、1979年4月に東北放送にアナウンサーとして入社。2005年、解説委員や報道制作局の部長を務める。

### 衆議院議員

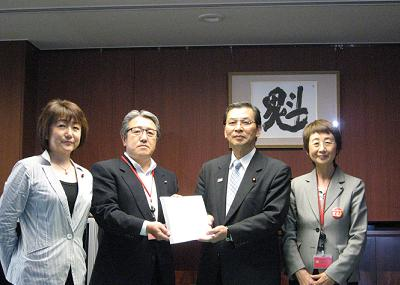
2011年6月3日、左から郡、野田譲仙台市議会議長、大畠章宏国土交通大臣、奥山恵美子仙台市長

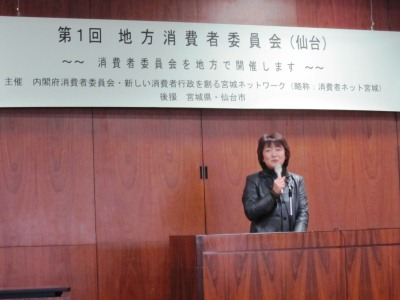
2012年1月21日、仙台市役所で開催された「地方消費者委員会」にて

2005年9月11日の第44回衆議院議員総選挙に、宮城1区から民主党公認で出馬。自由民主党の土井亨に敗れるが比例東北ブロックで復活し初当選した。同年9月12日、民主党代表の岡田克也が、総選挙大敗の責任をとり辞任を表明。岡田の辞任に伴う代表選挙（9月17日実施）では菅直人の推薦人に名を連ねた。
2006年3月31日、民主党代表の前原誠司が、堀江メール問題の責任をとり辞任を表明。前原の辞任に伴う代表選挙（4月7日実施）では菅直人の推薦人に名を連ねた。
2009年8月30日の第45回衆議院議員総選挙に、宮城1区から民主党公認で出馬、土井を破り再選。
2010年6月2日、鳩山由紀夫が民主党代表と首相辞任を表明。鳩山の辞任に伴う代表選挙（6月4日実施）では菅直人の推薦人に名を連ねた。
2011年9月7日、野田内閣で内閣府大臣政務官（消費者･食品安全、拉致問題、防災、死因究明の推進担当など）、東日本大震災復興対策本部宮城県現地対策本部長に就任。
2012年2月10日、復興庁の設置に伴い復興大臣政務官（宮城復興局担当）を兼務。同年10月、野田第3次改造内閣で内閣府大臣政務官（行政改革、社会保障と税の一体改革、公務員制度改革、行政刷新担当）に再任。同年12月16日の第46回衆議院議員総選挙に、宮城1区から民主党公認で出馬、土井に敗れるが比例復活で3選。
2014年12月14日の第47回衆議院議員総選挙に、宮城1区から民主党公認で出馬、土井に敗れるが比例復活で4選。2015年1月に行われた民主党代表選挙では、元代表・岡田克也の推薦人に名を連ねた。
2016年3月27日、民主党と維新の党が合流して結成された民進党に参加した。同年9月15日に行われた代表選挙では、民主党政権時代に事業仕分けで名をはせた手腕を評価し、蓮舫を支持。推薦人に名を連ねた。

### 仙台市長
衆議院議員の任期途中の2017年6月9日、同年7月23日投開票の仙台市長選挙に市民団体の出馬要請を受けて仙台市長選挙に立候補することを表明し、同年7月9日、民進党を離党して無所属で立候補、公職選挙法の規定により衆院議員を自動失職した（これにより次点の吉田泉が繰上当選）。民進党と社民党の支持、日本共産党と自由党の支援を受けた野党統一候補として、自民・公明の県組織と日本のこころの支持を受け、村井嘉浩宮城県知事や奥山恵美子市長も支援した冠婚葬祭会社社長の菅原裕典ら3人を破り当選。
野党系候補として市長に就任した郡だが、1期目前半は自公が過半数を占める市議会との関係に苦慮し、円滑な市政運営のため各党との「等距離」を取った。2019年の仙台市議選で中立を貫くと自民からも郡を評価する声が上がり始め、新型コロナウイルス対策や福祉政策で各党の要望を積極的に施策に取り入れた。
2021年8月1日投開票の市長選挙では郡の支援を目的に自公や立憲民主党など超党派市議35人の「有志の会」が発足したほか、会に参加しない共産党も自主的支援を表明。与野党双方の支援を受け、無投票阻止を狙い立候補した加納三代を大差で破り20万9310票を得て再選した。8月20日、仙台市は投票総数の4.1％にあたる1万498票の無効票のうち、白票は約67％の7012票あったと仙台市議会総務財政委員会で報告した。
2021年10月26日、第49回衆議院議員総選挙期間中に開かれた自民党集会に参加、過去に4度選挙で戦った土井亨の支援を行った。市長として行った自民党本部や各省庁の大臣への陳情に土井の力添えをもらったことを支援の理由としている。ただし、翌27日には立憲民主党候補の岡本章子の集会にも顔を出した。「無節操」という言葉で報道されたが、結果的に土井は小選挙区で当選、僅差で敗れた岡本は比例代表で当選して、市長として両地元国会議員の間でバランスを取った形となった。
同時に行われた宮城県知事選挙では、現職の村井嘉浩が演説会場の勾当台公園から向かいの市庁舎に向けて郡に支援を呼びかけると、注文を付けつつも応じる一幕もあった。

## 放送作家として
- 1998年、浅野史郎宮城県知事（当時）の選挙戦を追ったドキュメンタリー「あれは民主主義の学校だったのか」で、民間放送連盟賞のラジオ部門に入選（優秀賞）[25]。
- 2005年、「北へ渡ったヒーロー　～北朝鮮帰国事業とは何だったのか～」のプロデューサーを務め、日本放送文化大賞のラジオ部門グランプリ候補番組に入選[26]。

## 政策・人物

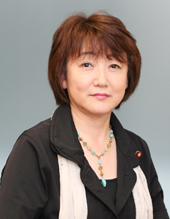
内閣府大臣政務官就任に際して公表された肖像写真

### 選択的夫婦別姓制度
選択的夫婦別姓制度の導入については、個人と個人の選択権の尊重、男女の対等な関係を確立する観点から、賛成し、導入推進を図っている。95％以上の夫婦が、（妻の姓を選択することも可能なのに）夫の姓を選んでいる現状では、女性が「自分の姓を変えたくない」と思っていても、事実上はその選択肢を選ぶことは非常に困難であり、個人の選択が社会的に制限されているのは問題、また、個人の選択権の問題ばかりではなく、例えば仕事をしている女性にとっては、姓を変えることで不利益が発生することもある。さらに少子化傾向によって一人っ子同士のカップルが増えるとともに、「自分が結婚すると、家族の姓がなくなってしまう」と、結婚をためらうケースも増えている。世論についても、選択的夫婦別姓制度に賛成する人が反対する人を上回るようになった。すぐにも、選択的夫婦別姓制度を実現するために民法を変えるべき、と述べている。

### 東日本大震災への対応
2011年3月11日に東日本大震災が発生すると、2012年2月11日に宮城復興局の局長に就任。自身のブログで、各省庁から送られてきた専門家を「専門家なるがゆえに視野が狭くなるという陥りやすい穴もそれぞれの足元に持っています」としながらも「経験のある復興庁・復興局・支所の職員を大いに使って頂きたい。」と国民に訴えた。
また、宮城県の「東日本大震災復興交付金」が岩手県などが申請額を満額で配分されている中で申請額の57％しか配分されなかったことに対する村井嘉浩知事からの抗議に対して、「重く受け止めたい。」と述べた。その後、第2次配分では満額回答となり、村井知事も「これからはいがみ合うことなく、前に向かって力を合わせてがんばっていこうと思います。郡さんとはメールをする間柄で親しい仲なので心配ない」と述べた。

### 慰安婦問題
日本の慰安婦問題に関しては、2006年3月15日に自身も水曜デモに参加し、マイクを持って「1日も早い謝罪と補償を」と主張している。
2011年12月14日に日本軍『慰安婦』問題解決全国行動が開催した韓国水曜デモ1000回アクション in Tokyoに参加した。

### 新型コロナウイルス感染症対策
2020年5月28日、新型コロナウイルス対策の財源に充てるため、自身の7月から2021年3月までの月額給与を10％減額すると発表した。副市長2人については7％、企業管理者と教育長については5％、常勤の監査委員らについては3％、それぞれ同期間減額する。

### その他
- 未納期間の後払い可能期間を延長させる年金確保支援法[35]成立時に、与党民主党厚生労働担当政策調査会副会長として受けた党内インタビューでは、25年間以上保険料を収めないと受給資格を得られないというルールがあるが、家族、夫婦など働き方は多様化しているのに対して、旧来の年金制度が時代に合っていない。今回の法改正で、将来の年金額が増えるだろうという人は最大で1710万人、無年金から救済される人は最大で40万人に上る。これはかなり大きな効果であるが、公平な年金制度のために、近い将来には抜本的な改正も再び必要だろうとの見解を述べている[36]。
- 拉致問題担当政務官として拉致問題を考える道民集会に政府主催者代表として挨拶出席した際「ぶつけることのできない怒りをお持ちであるということは十分認識している。愛する御家族との再会が果たされない限り、拉致問題は風化しないという思いを強く持ちつつ、野田総理の下、政務官として、1日でも早い拉致被害者の帰国を目指し、関係省庁と協力しながら全力で取り組んでまいりたい。」と述べた[37]。
- 復興大臣政務官の時の市民感覚から辻元清美議員に仙台市長選挙にて支持と支援を受けている  [38]。
- 永住外国人への地方選挙権付与に賛成[39]。
- 2011年7月、松本龍復興担当大臣に「（自身の言動を）書いた社は終わり」と脅されても現地メディアが被災地で村井嘉浩宮城県知事、達増拓也岩手県知事への高圧的な言動が報道されて世論の反発により辞任表明した[40][41]。辞任に対して、宮城3区選出の橋本清仁は「被災地出身の人間として（発言には）ガッカリだ」、「復興大臣には被災者の立場で言葉を発するべきである」と述べたのに対して、民主党宮城県連の幹事長だった郡は「松本大臣は当たり前のことを指摘したまでである」、「復興の妨げになるので、この問題を大きく取り上げるべきではない」として擁護した[42]。
- 2022年4月、中国共産党機関紙「人民日報」の名を冠した月刊誌「人民日報海外版日本月刊」の理事長を務めている藤原洋を市長補佐官に起用[43]。

## 政治資金
郡の資金管理団体が2021年の政治資金収支報告書に、郡の夫から法の上限の150万円を超える500万円の寄付を受けたと記載していた。2023年1月30日、郡は「会計のミスで、監督責任は私にある。おわびする」と釈明し、宮城県選挙管理委員会に修正を届け出た。 個人献金の上限を年間150万円と規定。団体の関係者によると、2021年8月の仙台市長選挙の費用として、資金管理団体とは別枠の選挙会計に計上すべきだったのに、事務所スタッフが誤って報告書に記載していた。

## 議員時代の所属団体・議員連盟
- 東京オリンピック・パラリンピックに向けて受動喫煙防止法を実現する議員連盟（幹事）[45]
- 立憲フォーラム（幹事）
- 在日韓国人をはじめとする永住外国人住民の法的地位向上を推進する議員連盟
- 海事振興連盟
- 国際観光産業振興議員連盟
- 日韓議員連盟

## 発言
- 2007年1月26日の日記で、安倍晋三の施政方針演説について『安倍さんの演説は、現場を知らない官僚の作った政策を「美しい国」というラップをかぶせ、現実を見ようとしない、はなはだいい加減、しかも、安倍さん自身の心が微塵も感じられないお粗末な演説だった』と述べている。
- 2008年9月29日の日記で、麻生太郎の所信表明演説について『明治以来歴代の総理を称賛し戦争への誤った道を歩んだ政権も是とするような、驚きの所信表明演説でした。』『驚きと合わせこの国の未来が危険にさらされるのではないかという気持ちを強くさせるものでした。』と述べている。
- 2014年11月12日の内閣委員会にて（解散がうわさされ）与党席の空席が目立つことを受け「定足数に達していないのではないか。大変不真面目な議会運営だ」と与党を批判した[46]。

## 出演番組
- ザ・ミュージック・タウン[1]
- サンデーテレフォンリクエスト[1]
- アップダウンクイズ（1982年9月26日、毎日放送） - 美人女性アナウンサー特集